# Primera División de la República Federal de Yugoslavia 1996-97
La Primera División de la República Federal de Yugoslavia, en su temporada 1996-97, fue la 5ª edición del torneo; en esta participaron clubes de las actuales Serbia y Montenegro. El campeón fue el club Partizan de Belgrado, que consiguió el 15° título de su historial.

## Formato de competición
Los doce mejores clubes del país participaban en la competición y se agrupaban en un único grupo en que se enfrentaban tres veces a sus oponentes. Al final de la temporada, los dos últimos de la clasificación eran relegados y sustituidos por los dos mejores clubes de la Segunda Liga.

## Primera Liga
| Pos | Club                   | PJ | PG | PE | PP | GF | GC | DG  | Pts |
| --- | ---------------------- | -- | -- | -- | -- | -- | -- | --- | --- |
| 1.  | Partizan Belgrado      | 33 | 26 | 6  | 1  | 88 | 17 | +71 | 84  |
| 2.  | Estrella Roja Belgrado | 33 | 25 | 3  | 5  | 79 | 30 | +49 | 78  |
| 3.  | Vojvodina Novi Sad     | 33 | 15 | 8  | 10 | 49 | 35 | +14 | 53  |
| 4.  | Hajduk Kula            | 33 | 12 | 8  | 13 | 34 | 37 | -3  | 44  |
| 5.  | Proleter Zrenjanin     | 33 | 12 | 6  | 15 | 48 | 46 | +2  | 42  |
| 6.  | Čukarički Belgrado     | 33 | 11 | 8  | 14 | 35 | 46 | -11 | 41  |
| 7.  | Zemun Belgrado         | 33 | 10 | 11 | 12 | 40 | 37 | +3  | 41  |
| 8.  | Mladost Lučani         | 33 | 12 | 5  | 16 | 45 | 59 | -14 | 41  |
| 9.  | Rad Belgrado           | 33 | 10 | 10 | 13 | 33 | 38 | -5  | 40  |
| 10. | Budućnost Podgorica    | 33 | 11 | 6  | 16 | 26 | 44 | -18 | 39  |
| 11. | FK Bečej               | 33 | 11 | 5  | 17 | 34 | 48 | -14 | 38  |
| 12. | Borac Čačak            | 33 | 4  | 2  | 27 | 22 | 93 | -71 | 14  |

- Máximo Goleador: Zoran Jovičić (Estrella Roja Belgrado) 21 goles

## Segunda Liga
| Pos | Club                | PJ | PG | PE | PP | GF | GC | DG  | Pts |
| --- | ------------------- | -- | -- | -- | -- | -- | -- | --- | --- |
| 1.  | Obilić Belgrado     | 33 | 25 | 4  | 4  | 65 | 16 | +49 | 79  |
| 2.  | Železnik Belgrado   | 33 | 20 | 4  | 9  | 54 | 34 | +20 | 64  |
| 3.  | FK Loznica          | 33 | 20 | 1  | 12 | 48 | 25 | +23 | 61  |
| 4.  | Radnički Niš        | 33 | 16 | 8  | 9  | 66 | 36 | +30 | 56  |
| 5.  | OFK Belgrado        | 33 | 16 | 8  | 9  | 44 | 28 | +16 | 56  |
| 6.  | Rudar Pljevlja      | 33 | 14 | 4  | 15 | 44 | 46 | -2  | 46  |
| 7.  | Budućnost Valjevo   | 33 | 11 | 8  | 14 | 42 | 49 | -7  | 41  |
| 8.  | Sutjeska Nikšić     | 33 | 12 | 4  | 17 | 43 | 56 | -13 | 40  |
| 9.  | OFK Kikinda         | 33 | 8  | 7  | 18 | 16 | 41 | -25 | 31  |
| 10. | Spartak Subotica    | 33 | 8  | 6  | 19 | 27 | 60 | -33 | 30  |
| 11. | Sloboda Užice       | 33 | 7  | 7  | 19 | 27 | 52 | -25 | 28  |
| 12. | Mladost Bački Jarak | 33 | 5  | 11 | 17 | 23 | 56 | -33 | 26  |

- Clubes ascendidos a Segunda Liga 1997/98: FK Priština, Radnički Kragujevac, Sartid Smederevo.